# برج دمشق
هو بناء شبه تجاري يقع في الجمهورية العربية السورية يضم العديد من المكاتب السياحية ومكاتب المحامين والقضاة والعديد من الشركات التجارية الصغيرة، ويأتي اله العديد من الزائرين اليوميين والزبائن والسياح الأجانب.

## بناء البرج

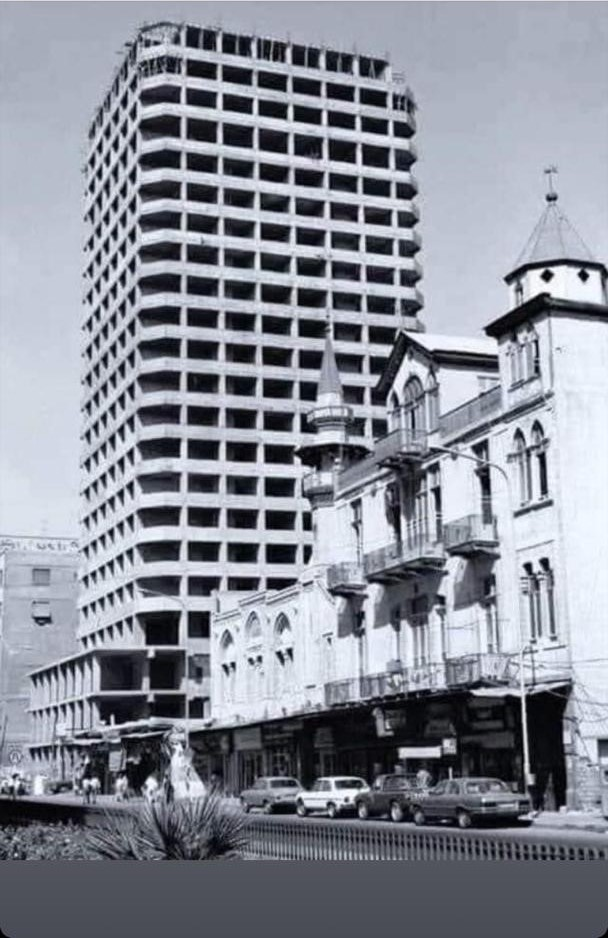
برج دمشق عام 1985م بتصوير المصور عمران منقاش.

في عام 1983 تم وضع حجر الأساس لبناء برج دمشق لخدمة الأعمال التجارية للعديد من التجار وأصحاب رؤوس المال واستغرق بناء هذا البرج وقتا طويلاً بسبب ارتفاع المبنى الذي يصل إلى 24 طابق فوق الأرض وطابقين تحت الأرض.
وبعد الانتهاء من بناء البرج تم استخدام طابقين تحت الأرض وخمس طوابق فوق الأرض كموقع للشركات التجارية الصغيرة وباقي الطوابق تم استخدامها كموقع لمكاتب المحامين، ومكاتب السفر و‌السياحة والعيادات الطبية.

## حريق برج دمشق
اندلع حريق ضخم في برج دمشق في تاريخ 15 يوليو 2019 تسببت بخمس حالات اختناق ذهبت للمستشفي للعلاج وقتيل وسبب الحريق خلل بمولد كهربائي لأحد المقاهي أدى إلى اشتعالها، لكن رجال الأطفاء تمكنوا من السيطرة علي الحريق.